# Marsz (musztra)
Marsz – ustalony w regulaminach wojskowych i innych aktach prawnych sposób poruszania się żołnierza i pododdziałów zwartych w różnych sytuacjach.
Marsz rozpoczyna się z postawy zasadniczej lewą nogą. Wykonuje się go krokiem defiladowym lub zwykłym, natomiast marsz w miejscu tylko krokiem zwykłym.
W Wojsku Polskim II Rzeczypospolitej stosowano marsz równy i marsz krokiem dowolnym. Krok równy stosowano w oddziałach zwartych podczas przemarszu przez miasta i podczas defilady, a krok dowolny na złych drogach oraz w długich marszach.

## Rodzaje kroków stosowanych w marszu

### Kroki musztry stosowane obecnie (2025) w SZ RP
Krok defiladowy
Rozpoczynając marsz pierwsze trzy kroki żołnierz stosuje krok defiladowy, czyli podnosi stopę na wysokość około 10 cm i stawia ją sprężyście z lekkim przybiciem. Tułów ma wyprostowany, pierś podaną do przodu, a wzrok skierowany na wprost. Ruchy rąk żołnierz wykonuje na przemian. Robiąc wymach ręką do przodu, zgina ją w łokciu i przenosi tak, aby mały palec dłoni znalazł się na wysokości górnej krawędzi sprzączki pasa głównego. Dłoń ułożona jest skośnie, palce złączone i wyprostowane, a krawędź kciuka skierowana w stronę tułowia – w odległości około 5 cm od piersi. Potem rękę przenosi do tyłu najkrótszą drogą. Długość kroku defiladowego to 60–80 cm, a tempo marszu to 112–116 kroków na minutę. Krok defiladowy stosuje się w marszu także po komendzie „baczność” i po zapowiedzi komendy poprzedzającej zatrzymanie lub zwrot.

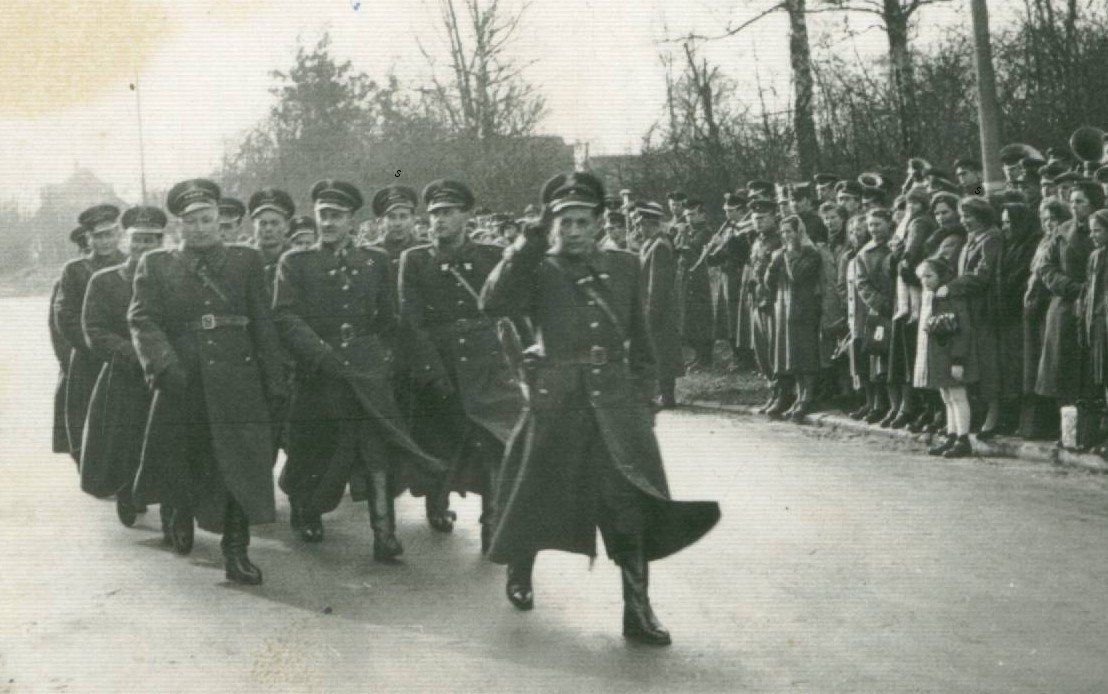
Marsz krokiem defiladowym w 1953

Wprowadzony w ludowym Wojsku Polskim regulamin musztry piechoty z 22 stycznia 1945 przewidywał marsz krokiem defiladowym. Jego długość określono na 75 cm, a tempo marszu 120 kroków na minutę. Ruch rąk w czasie marszu winien być miarowy, do przodu na wysokość pasa, w tył swobodnie. Krok defiladowy należało stosować także przy oddawaniu honorów w marszu, przy rozpoczęciu i zakończeniu marszu, a także przy podejściu i odejściu od przełożonego.

Regulamin musztry SZ PRL z 1977 nakazywał żołnierzowi rozpoczynającemu marsz krokiem defiladowym, przenieść ciężar ciała nieco do przodu, podnieść lewą nogę lekko ugiętą w kolanie, tak aby stopą skierowaną palcami ku ziemi mógł przesunąć w przód i podnieść na wysokość 20 cm nad ziemię. Tempo marszu określono na 116 kroków na minutę.
Krok zwykły
Krok zwykły obowiązuje na terenie koszar, miast, osiedli itp. oraz podczas śpiewu w marszu. Żołnierze, występujący indywidualnie, stosują go również podczas oddawania honorów w marszu, a także w czasie podchodzenia do przełożonego.
Maszerując krokiem zwykłym żołnierz ma głowę uniesioną, tułów wyprostowany; długość kroku zwykłego to 60–70 cm, a tempo marszu to 112–116 kroków na minutę. Z kroku defiladowego do zwykłego przechodzi się na komendę „spocznij” lub bez komendy po pierwszych trzech krokach rozpoczynających marsz.
Krok pogrzebowy
Krok pogrzebowy obowiązuje żołnierzy wojskowej asysty honorowej podczas uroczystości pogrzebowych oraz podczas składania wieńców i wiązanek. Długość kroku to 60–70 cm, a tempo marszu to 52–56 kroków na minutę. Przy kroku pogrzebowym nie stosuje się wymachu ręki.
Marsz w miejscu
Marsz w miejscu wykonuje się na komendę „w miejscu – marsz” zarówno rozpoczynającą marsz w miejscu jak i podaną do przejścia z ruchu do marszu w miejscu. W pierwszym przypadku żołnierz rozpoczyna marsz w miejscu lewą nogą. W drugim przypadku komendy podaje się na dowolną nogę. Następny krok żołnierz wykonuje jeszcze w ruchu, po czym maszeruje w miejscu.
Marsz ten polega na podnoszeniu i opuszczaniu na przemian prawej i lewej nogi na wysokość około 10 cm z jednoczesnym ruchem rąk w takt marszu.
Aby żołnierz maszerujący w miejscu ruszył naprzód, podaje się komendę „na wprost – marsz” na lewą nogę. Żołnierz wykonuje jeszcze jeden krok w miejscu, następnie rozpoczyna marsz na wprost.

### Kroki musztry stosowane wcześniej w Wojsku Polskim
Krok równy
Stosowanie kroku równego przewidywał regulamin musztry SZ PRL z 1977. Należało go stosować podczas uroczystości wojskowych i pełnienia wart na posterunkach honorowych. Pojedynczego żołnierza obowiązuje ten krok w czasie podchodzenia do przełożonego, oddawania honorów w marszu w rejonie zakwaterowania jednostki i występowania z szyku. Cechowała go sprężystość i lekkie przybicie stopy. Pozostałe cechy zbliżone kroku defiladowego. Jego długość wynosiła 50–70 cm, a tempo marszu – 116 kroków na minutę. Przejście z kroku zwykłego do równego odbywało się na komendę „równy – krok”.
Krok równy (obok kroku dowolnego) wymieniał także Regulamin piechoty. Część I. Musztra z 1921. Stosowano go w pododdziałach zwartych, na dobrych drogach, celem podniesienia sprawności oddziału, podczas przemarszu przez miasta i podczas defilady. Na komendę „równy krok – (oddział) – marsz” żołnierz stawiał swobodnie lewą nogę 75 cm przed prawą, którą to podnosił poczynając od pięty; ciężar ciała przenosił na nogę stojącą na ziemi. Następnie wykonywał podobny ruch prawą. Głowa i górna część ciała pozostawała w postawie zasadniczej. Ruch rąk niewymuszony, kierunek marszu prostopadły do linii ramion. Tempo –114 kroków na minutę. Nie należało podnosić nogi zbyt wysoko, ani jej wyprężać przy stawianiu stopy na ziemię lub stawiać ją z przesadną siłą.
Krok równy (obok kroku dowolnego) wymienia wprowadzony w Polskich Siłach Zbrojnych 29 października 1941 rozkazem Naczelnego Wodza gen. broni Władysława Sikorskiego regulamin piechoty (cz. IIa –musztra). Maszerując krokiem równym żołnierz podawał ciężar ciała wprzód, wykraczał lewą nogą wprzód, podnosząc ją z ziemi, poczynając od pięty, z równoczesnym ugięciem nogi w kolanie o tyle, by stopę skierowaną palcami ku ziemi i nieco na zewnątrz można było przesunąć wprzód tuż nad ziemią; wysuwając w ten sposób nogę wprzód na regulaminową długość kroku, prostował ją w kolanie i stawiał na ziemi [...]. Ruch rąk w czasie marszu miarowy, wprzód na wysokość pasa przed środek ciała, w tył swobodnie. Długość kroku wynosiła 75 cm, a tempo marszu 118 kroków na minutę.
Wprowadzony w ludowym Wojsku Polskim „regulamin musztry piechoty z 22 stycznia 1945” przewidywał także marsz krokiem równym. Stosowano go po komendzie „spocznij". Żołnierz zachowywał tempo i długość kroku defiladowego, lecz przybierał swobodną postawę ciała.
Krok swobodny
Stosowanie kroku swobodnego przewidywał „regulamin musztry SZ PRL” z 1977. W marszu krokiem zwykłym po komendzie „swobodny – krok” żołnierze mogli cicho rozmawiać, poprawiać oporządzenie, zmieniać się podczas niesienia broni zespołowej, nieść broń indywidualną w sposób dla nich najdogodniejszy. Początkowe tempo marszu przewidziane dla kroku zwykłego można było zmieniać komendą „szybszy (wolniejszy) – krok”. „Regulamin musztry SZ RP” z 1950 nie wymieniał kroku swobodnego, ale przewidywał komendę: maszerować swobodnie.
Krok dowolny
Stosowanie kroku dowolnego przewidywał regulamin musztry SZ PRL z 1977. W marszu krokiem zwykłym po komendzie „dowolny – krok” żołnierze nie musieli utrzymywać jednakowego tempa i iść „w nogę”. Początkowe tempo marszu przewidziane dla kroku zwykłego można było zmieniać komendą „szybszy (wolniejszy) – krok”.

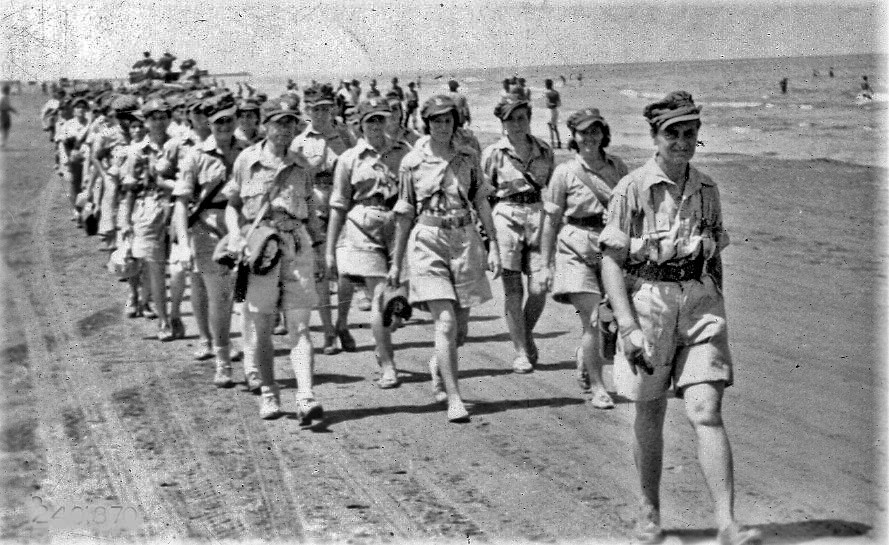
„Pestki” maszerują „krokiem dowolnym”

Krok dowolny (obok kroku równego) wymieniał także „Regulamin piechoty. Część I. Musztra” z 1921. Krok dowolny stosowano w terenie, na złych drogach oraz w długich marszach. Długość kroku i miara zależała od terenu i budowy ciała żołnierza. Należało zachować dobrą postawę, a ulgi w marszu dozwolone były dopiero na hasło „odtrąbiono”. Z równego kroku w dowolny żołnierz przechodził na komendę „dowolny – krok”, a z dowolnego w równy na „równy – krok”. Po komendzie: „(oddział) – stój” żołnierz robił jeszcze jeden krok i dostawiał tylną nogę do przedniej.
Krok dowolny (obok kroku równego) wymienia wprowadzony w Polskich Siłach Zbrojnych 29 października 1941 „regulamin piechoty (cz. IIa –musztra)”. Był to to krok dostosowany pod względem jego długości i tempa marszu do budowy ciała żołnierza i warunków terenowych; żołnierz wykonywał go na rozkaz „dowolny – krok”. W marszu krokiem dowolnym żołnierz utrzymywał górną część ciała i ruch rąk swobodnie, zachowując jednak dobrą postawę.
Wprowadzony w ludowym Wojsku Polskim „regulamin musztry piechoty” z 22 stycznia 1945 przewidywał także marsz krokiem dowolnym. Był on dostosowany pod względem długości i tempa marszu do budowy ciała żołnierza i warunków terenowych. Wykonywano go na komendę „dowolny – krok”. Żołnierz utrzymywał górną część ciała i ruch rąk swobodnie, zachowując jednak dobrą postawę. Można było również stosować szybki dowolny krok.
Krok ćwiczebny
Stosowanie kroku ćwiczebnego przewidywał między innymi podręczniki „Przepis szyków piechoty. Część I. Musztra formalna” z 1917 i „Przepisy i instrukcje. Piechota. Musztra formalna” z grudnia 1918. Krokiem ćwiczebnym maszerowały zwarte pododdziały podczas oddawania honorów i parad. Używano go na krótkich odległościach dla wyrobienia spoistości i karności jednostek. Na komendę „oddział – marsz”, żołnierz zginał lekko lewą nogę, a stopę wyciągniętą w dół i na zewnątrz przesuwał 80 cm do przodu. Przy stawianiu stopy na ziemię prostował nogę, wyprężając nieco kolano. Tempo marszu to 114 kroków na minutę. Wykonanie kroku ćwiczebnego odbywało się na komendę „baczność”. Celem zatrzymania kolumny należało podać komendę „oddział – stój” na prawą nogę. Marsz kończył się lewą, z szybkim dostawieniem nogi prawej.
Krótki i długi krok
Wprowadzony w ludowym Wojsku Polskim regulamin musztry piechoty z 22 stycznia 1945 przewidywał także marsz krokiem „krótkim” i „długim”. 
Krok krótki odpowiadał mniej więcej połowie równego kroku, stosowany celem przejścia do szyków luźnych przy zachowaniu tempa marszu. Krok ten nie był przedmiotem ćwiczeń.

Długi krok był wydłużonym krokiem równym. Stosowano go w celu zwiększenia szybkości marszu przy utrzymaniu normalnego tempa. Krok ten nie był przedmiotem ćwiczeń.